# Novopetrivka Druha, Berezivka
Novopetrivka Druha (în ucraineană Новопетрівка Друга) este un sat în comuna Novoielîzavetivka din raionul Berezivka, regiunea Odesa, Ucraina.

## Demografie
Componența lingvistică a localității Novopetrivka Druha
     Ucraineană (97,53%)
     Bulgară (1,65%)
     Alte limbi (0,82%)
Conform recensământului din 2001, majoritatea populației localității Novopetrivka Druha era vorbitoare de ucraineană (97,53%), existând în minoritate și vorbitori de bulgară (1,65%).